# ويليام هنري مور
ويليام هنري مور هو محامي وسياسي كندي، ولد في 19 أكتوبر 1872 في كندا، وتوفي في 16 أغسطس 1960 بأوتاوا في كندا. حزبياً، نشط في الحزب الليبرالي الكندي. وقد انتخب عضو مجلس العموم الكندي.